# Münzschatz von Lohra
Der Münzschatz von Lohra wurde im Juni 2002 in Lohra in Mittelhessen gefunden. Der Münzschatz umfasst 483 hochmittelalterliche Silbermünzen, die sich in einem aus Lehm gebrannten Gefäß befanden, und wurde vermutlich in der 2. Hälfte des 13. Jahrhunderts an der nordwestlichen Ecke der Wehrmauer der evangelischen Kirche in Lohra deponiert.

## Entdeckung
Der Münzschatz von Lohra wurde am 7. Juni 2002 bei Sanierungsarbeiten an der Mauer des alten Kirchhofs, in dessen Zentrum sich die evangelisch-lutherische Kirche des Ortes befindet, entdeckt. Gesichert wurde das Fundgut durch das Hessische Landesamt für Denkmalpflege, Außenstelle Marburg, welches auch die Nachsuche am Fundort durchführte. Hierbei wurden weitere Silbermünzen sichergestellt. Die wissenschaftliche Bearbeitung erfolgte im Hessischen Landesamt für geschichtliche Landeskunde in Marburg.

## Fundgut
Der Münzschatz setzt sich aus 483 Silbermünzen unterschiedlichen Typs und unterschiedlicher Prägung zusammen und war in einem Gefäß enthalten, dessen Scherben ebenfalls am Fundort gefunden wurden und das dementsprechend auch rekonstruiert werden konnte. Bei dem Gefäß handelt es sich um einen scheibengedrehten Becher aus hart gebranntem Faststeinzeug. Der Becher besitzt einen trichterförmig geschwungenen Hals, der Gefäßkörper zeichnet sich dagegen durch eine birnenähnliche Form aus, die am Sockel in einen angekniffenen Wellenfuß übergeht. Mittels typologischer Vergleiche kann das Gefäß in die zweite Hälfte des 13. Jahrhunderts datiert werden. Das Loch im Boden des Gefäßes weist auf dessen frühere Verwendung zur Leichenwäsche hin.
Abgesehen von einem zweiseitigen Pfennig mit der Prägung des Kölner Erzbischofs Konrad von Hochstaden setzt sich der Münzschatz in der Hauptsache aus einseitigen Pfennigen, in diesem Fall sogenannten Wetterauer Brakteaten, zusammen, die einer oder mehreren unbestimmten königlichen Münzstätten entstammen. Darauf lassen zumindest die variierenden Abbildungen einer gekrönten Person mit Zepter und Reichsapfel schließen. Daneben verweist eine Silbermünze mit der Darstellung Landgraf Heinrichs I. von Hessen wohl auf niederhessische Münzstätten.
Eigentümer des Münzschatzes nach § 984 BGB ist die Evangelisch-Lutherische Kirchengemeinde Lohra, auf deren Grund und Boden der Münzschatz gefunden wurde.

## Datierung
Der Schatz ist eindeutig der hochmittelalterlichen Pfennigzeit zuzusprechen. Allerdings sind vergleichbare Funde vom Ausgang des 13. Jahrhunderts in Hessen recht selten, weshalb eine genaue Datierung Schwierigkeiten birgt. Festgehalten werden kann aber, dass der Schatz nicht vor dem Jahr 1290 in die Erde gelangt sein dürfte.

## Sonstiges
Die Entdecker des Münzschatzes, drei Mitarbeiter einer Restaurationsfirma aus Naumburg in Sachsen-Anhalt, erhielten für ihre vorbildliche Sicherung des Fundes im Jahr 2003 den Sonderpreis des Hessischen Landesamts für Denkmalpflege in Form eines symbolischen Finderlohns. Die Rechte als Entdecker nach § 984 BGB waren an die Kirchengemeinde als Auftraggeberin abgetreten.

## Belege
1. ↑  Niklot Klüßendorf, Wolfgang Korn, Christa Meiborg: Der Münzschatz vom alten Kirchhof in Lohra, Kr. Marburg-Biedenkopf. Wetterauer Brakteaten aus dem späten 13. Jahrhundert (= Archäologische Denkmäler in Hessen. Heft 159). Landesamt für Denkmalpflege Hessen, Wiesbaden 2003. S. 5 ff.
2. ↑  Niklot Klüßendorf, Wolfgang Korn, Christa Meiborg: Der Münzschatz vom alten Kirchhof in Lohra, Kr. Marburg-Biedenkopf. Wetterauer Brakteaten aus dem späten 13. Jahrhundert (= Archäologische Denkmäler in Hessen. Heft 159). Landesamt für Denkmalpflege Hessen, Wiesbaden 2003. S. 9 f.
3. ↑  Niklot Klüßendorf, Wolfgang Korn, Christa Meiborg: Der Münzschatz vom alten Kirchhof in Lohra, Kr. Marburg-Biedenkopf. Wetterauer Brakteaten aus dem späten 13. Jahrhundert (= Archäologische Denkmäler in Hessen. Heft 159). Landesamt für Denkmalpflege Hessen, Wiesbaden 2003. S. 12 ff.
4. ↑  Niklot Klüßendorf, Wolfgang Korn, Christa Meiborg: Der Münzschatz vom alten Kirchhof in Lohra, Kr. Marburg-Biedenkopf. Wetterauer Brakteaten aus dem späten 13. Jahrhundert (= Archäologische Denkmäler in Hessen. Heft 159). Landesamt für Denkmalpflege Hessen, Wiesbaden 2003. S. 9.
5. ↑  Niklot Klüßendorf, Wolfgang Korn, Christa Meiborg: Der Münzschatz vom alten Kirchhof in Lohra, Kr. Marburg-Biedenkopf. Wetterauer Brakteaten aus dem späten 13. Jahrhundert (= Archäologische Denkmäler in Hessen. Heft 159). Landesamt für Denkmalpflege Hessen, Wiesbaden 2003. S. 6.
6. ↑  hmwk-hessen.de